# Hyphessobrycon arianae
Hyphessobrycon arianae är en fiskart som beskrevs av Uj och Géry, 1989. Hyphessobrycon arianae ingår i släktet Hyphessobrycon och familjen Characidae. Inga underarter finns listade i Catalogue of Life.